# Moninec
Moninec (v místním nářečí Monínec, německy Moninetz) je část města Sedlec-Prčice v okrese Příbram ve Středočeském kraji. Nachází se asi 2,5 kilometru jižně od Sedlce-Prčic. Je zde evidováno 7 adres. V roce 2011 zde trvale žili tři obyvatelé.
Moninec leží v katastrálním území Jetřichovice o výměře 4,4 km².

## Název
Jméno vsi je odvozeno od osobního jména Mona.

## Historie
První písemná zmínka o vesnici pochází z roku 1611.

## Lyžařské středisko

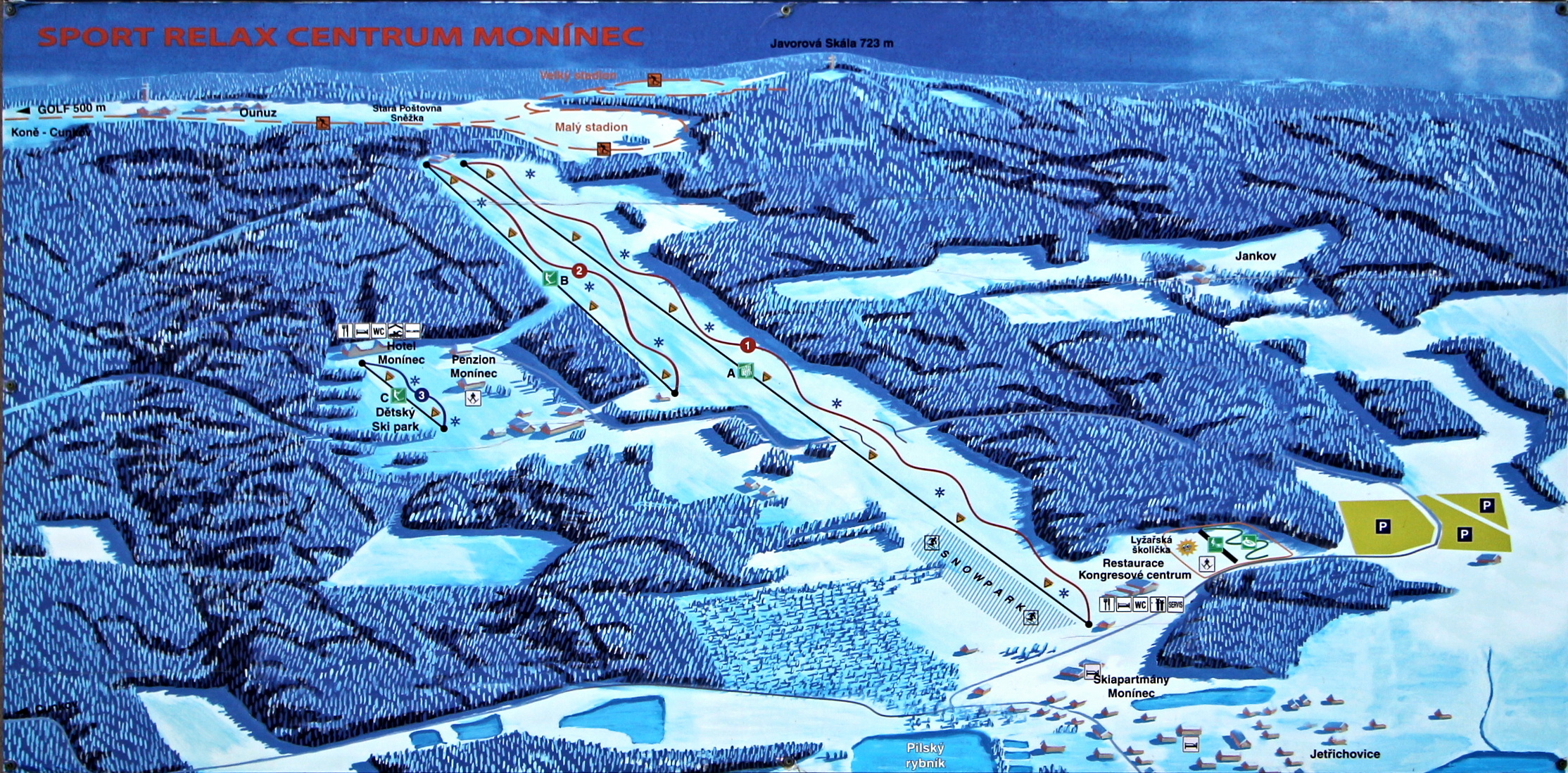
Mapa skiareálu

Monínec je název lyžařského areálu v nadmořské výšce 480–700 metrů, který zahrnuje sjezdovku s umělým zasněžováním o délce 1200 metrů se sedačkovou lanovkou a lyžařský vlek cca 600 metrů. V létě je sjezd využíván jako bikepark. V areálu je také lanový park. Na vrcholu je umístěna dřevěná Stará poštovna ze Sněžky, která sem byla přemístěna v roce 2019 z kempu u nedaleké Javorové skály.

Areál vybudoval podnikatel Jaroslav Krejčí částečně s využitím dotace Středočeského kraje a byl otevřen na začátku roku 2009.

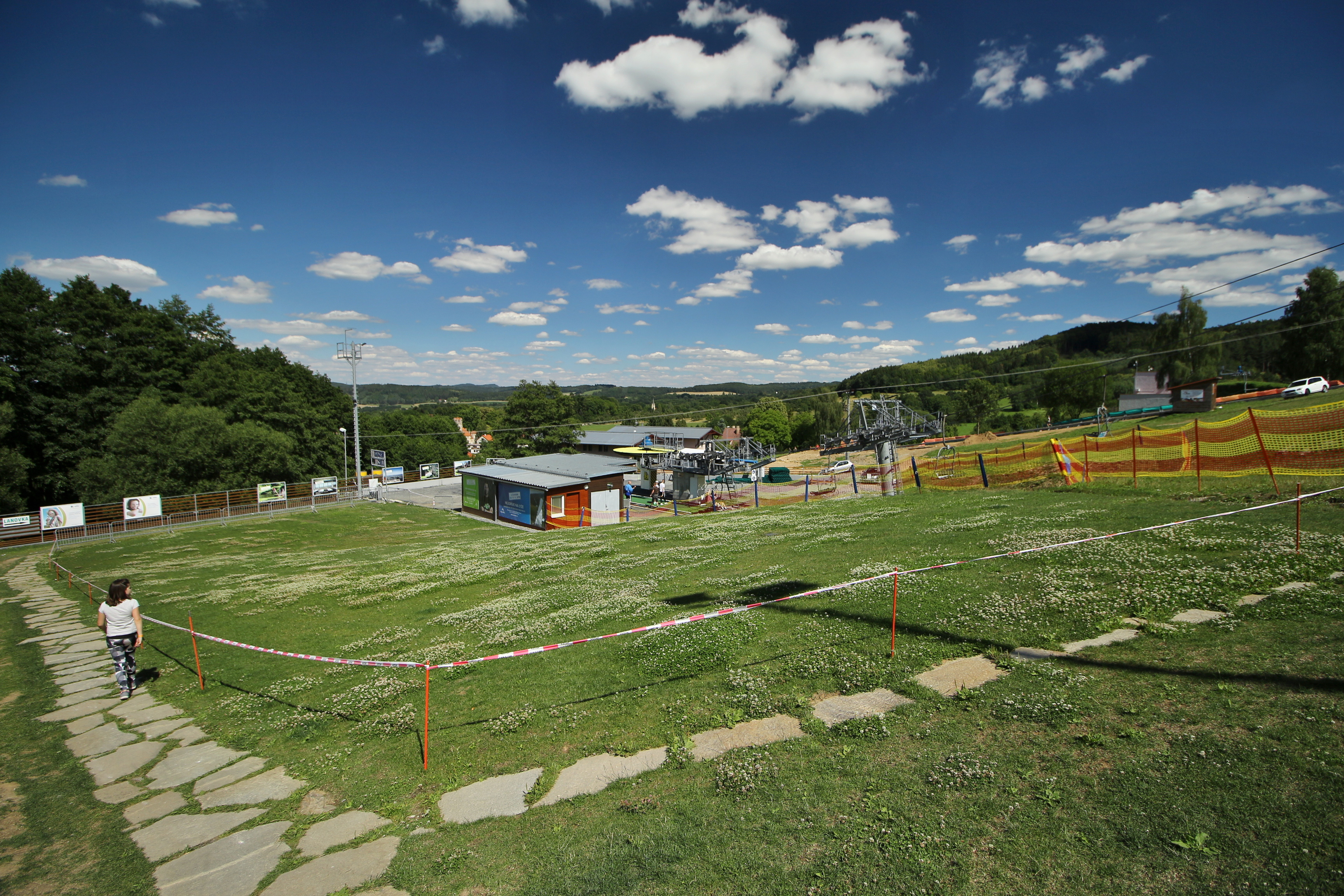
Moninecká sjezdovka v létě

## Obyvatelstvo
| Rok            | 1869 | 1880 | 1890 | 1900 | 1910 | 1921 | 1930 | 1950 | 1961 | 1970 | 1980 | 1991 | 2001 | 2011 | 2021 |
| -------------- | ---- | ---- | ---- | ---- | ---- | ---- | ---- | ---- | ---- | ---- | ---- | ---- | ---- | ---- | ---- |
| Počet obyvatel | 40   | 40   | 34   | 33   | 26   | 23   | 24   | 16   | 17   | 14   | 9    | 1    | 5    | 3    | 2    |
| Počet domů     | 5    | 5    | 5    | 5    | 4    | 4    | 4    | 5    | 5    | 3    | 3    | 5    | 6    | 7    | 6    |

## Obecní správa
Po reformě obecní správy se Moninec uváděl jako osada až mezi lety 1900–1950, a to v rámci obce Jetřichovice v okrese Sedlčany. V letech 1961–1979 spadal spolu s Jetřichovicemi do okresu Benešov. Osadou přestal být k 1. lednu 1980, kdy se stal na deset let částí obce Sedlec-Prčice, do 24. listopadu 1990, kdy se stal opět částí obce Jetřichovice. Obecní částí Jetřichovic byl pouze dva roky, neboť od 1. ledna 1993 je opět částí obce Sedlec-Prčice, s níž přešel na počátku roku 2007 z benešovského okresu do okresu Příbram.